# Cluster di Eccellenza "Asia and Europe in a Global Context"
Il Cluster di Eccellenza "Asia and Europe in a Global Context" è un'iniziativa interdisciplinare congiunta che coinvolge circa 200 ricercatori in discipline umanistiche e scienze sociali presso l'Università di Heidelberg, Germania.

## Sommario
Il Cluster ha avuto inizio nel 2007, come parte dell'Iniziativa di Eccellenza lanciata dal governo federale e statale tedesco. I suoi circa 200 ricercatori esplorano le dinamiche di scambio culturale tra l'Asia e l'Europa, nonché all'interno dell'Asia. Nello specifico, essi analizzano le asimmetrie dinamiche e multiformi che caratterizzano i flussi culturali, sociali e politici, e i vari fenomeni ad essi associati.
Lo scopo del Cluster è quello di sviluppare un approccio teorico e delle strutture istituzionali in grado di sostenere uno studio delle culture che tenga pienamente conto dell'importanza delle interazioni transculturali. In aggiunta, il Cluster esplora le dinamiche associate ai flussi culturali passati e presenti nei concetti, le istituzioni e le pratiche perpetuate da media, oggetti ed esseri umani, per mezzo di studi casistici vertenti sull'Asia e l'Europa.
Il Cluster ha sede presso il Karl Jaspers Centre for Advanced Transcultural Studies dell'Università di Heidelberg, Germania, e ha una filiale a Nuova Delhi, India. Il Cluster è diretto da un consiglio di amministrazione composto da Madeleine Herren-Oesch (Storia Moderna), Axel Michaels (Indologia Classica) e Rudolf G. Wagner (Sinologia).

## Ricerca
Gli oltre 70 progetti del Cluster sono organizzati in quattro aree di ricerca: “Governance e Amministrazione”, “Sfere Pubbliche”, “Salute e Ambiente”, “Storicità e Retaggio”. Cinque cattedre di recente fondazione in Studi Buddisti, Storia Economica Culturale, Storia dell'Arte Globale, Storia Intellettuale ed Antropologia Visuale e Mediatica, ne approfondiscono le competenze attraverso il profilo transculturale delle proprie ricerche.
La “Heidelberg Research Architecture” procura il supporto metadati necessario a rendere i rapporti transculturali maggiormente rintracciabili e analizzabili.
I risultati delle ricerche vengono pubblicati in riviste internazionali e collane. Al fine di conferire una piattaforma di convergenza alla pubblicazione di ricerche aventi taglio transculturale, il Cluster ha lanciato due collane – “Transcultural Research: Heidelberg Studies on Asia and Europe in a Global Context” e “Heidelberg Transcultural Studies” – nonché la rivista elettronica “Transcultural Studies”.

## Didattica
Per gli studenti, il Cluster ha inaugurato presso l'Università di Heidelberg un corso di laurea in Studi Transculturali. Il corso abbina orientamento transculturale e approccio interdisciplinare alle competenze linguistiche, storiche e culturali maturate dagli studenti in seno alle singole discipline. La didattica è in lingua inglese.
Il “Graduate Program for Transcultural Studies” del Cluster (Programma di Specializzazione in Studi Transculturali) offre un sistematico programma di dottorato.